# Jean-Michel Ponzio
Pour les articles homonymes, voir Ponzio.
Jean-Michel Ponzio est un auteur de bande dessinée français né le 30 janvier 1967.

## Carrière
Jean-Michel Ponzio, naît le 30 janvier 1967 à Rognac (Bouches-du-Rhône). En 1985, il obtient un brevet de technicien dessinateur maquettiste à Marseille. Il poursuit avec des études de communication publicitaire à l'École nationale supérieure des arts appliqués et des métiers d'art à Paris en 1986. Il passe un brevet de technicien supérieur en expression visuelle, option « image de communication » en 1989 à Toulouse. 
Il obtient un « diplôme d’étude supérieure en imagerie numérique » au CNBDI d’Angoulême. De 1996 à 2000, il travaille d’abord au studio Fantôme, sur la série Insektors, puis à la Buf Compagnie sur l'élaboration de décors et de design pour diverses productions cinématographiques et publicitaires (Batman et Robin, Fight club, Simone, entre autres). 
En 2001, il débute dans l'illustration de couverture de livres pour les éditions J'ai lu. Deux créneaux sont exploités, les œuvres indépendantes (ex : 2010, 3001 et 3010 d’Arthur C. Clarke) et « Le félin agent secret féodal », une collection pour la jeunesse (quinze tomes). 
En mars 2004 paraît l'album T'ien Keou et en mars 2005 Kybrilon d’après deux nouvelles écrites par Laurent Genefort. Ponzio publie Dernier exil, mini série en deux albums, éditée aux éditions Carabas (deux tomes parus). Chez Carabas également est adapté en one-shot le film Inju de Barbet Schroeder.
Il collabore avec le scénariste Richard Marazano pour deux séries d’albums : Genetiks, une histoire traitant du clonage humain, parue chez Futuropolis (trois tomes) et Le complexe du chimpanzé, une aventure spatiale éditée chez Dargaud (trois tomes parus). Il signe chez Carabas une mini-série en deux tomes, et en solo, Les survivants du silence (deux tomes). Enfin, il adapte, avec le scénariste Janhel, la série TV Plus belle la vie en roman graphique (Vents d’ouest) : le premier tome Mémoires brûlées sort en mai 2009 et le second Un jumeau pour la vie en novembre 2011.
En 2012, il succède à Paul Gillon pour terminer la série L'Ordre de Cicéron, tome 4 aux éditions Glénat. Toujours chez Glénat, il est le dessinateur des deux tomes de Black Lord paraissant en 2014 sur un scénario de Xavier Dorison et de son frère Guillaume Dorison.
Il signe chez Dargaud, à nouveau avec Richard Marazano, Le Protocole pélican (série en quatre tomes, à partir de 2011) et Mémoires de la guerre civile (série en trois tomes, à partir de 2017),.
Après de nombreux autres albums parus dans diverses maisons d’éditions, sa dernière série est, chez Delcourt, un space-opéra appelé « La compagnie rouge », après avoir apporté sa pierre à l’édifice « Jour J », grande collection toujours chez Delcourt avec la trilogie « Lune rouge ».
Il devient intervenant, en 2021, au sein de l’école VFX Workshop, en proposant des notions de créations d’image aux élèves de première année et deuxième année.
Sa dernière collaboration au cinéma date du dernier film de Luc Besson « Dogman », dans lequel il participe à l’élaboration des décors.

## Prix et nominations

### Prix
- 2008 : Le Complexe du chimpanzé reçoit le Grand Prix BD 2008 du musée de l'Air et de l'Espace[9].
- 2008 : Genetiks reçoit le prix Bob-Morane de la meilleure bande dessinée francophone[10].

### Nominations
- 2012 : Le protocole pélican t.1 est nommé dans la compétition officielle du festival d'Angoulême[11]